# 1054 Forsytia
(1054) Forsytia là một tiểu hành tinh vành đai chính được phát hiện ngày 20 tháng 11 năm 1925 bởi một nhà thiên văn học Đức Karl William Reinmuth ở Heidelberg. Nó được đặt theo tên chi hoa bụi Forsythia.